# Dermatobranchus
Dermatobranchus es un género de moluscos nudibranquios de la familia Arminidae.

## Especies
El Registro Mundial de Especies Marinas reconoce las siguientes especies válidas en el género Dermatobranchus:
- Dermatobranchus albineus Gosliner & Fahey, 2011
- Dermatobranchus albopunctulatus Baba, 1949
- Dermatobranchus albus (Eliot, 1904)
- Dermatobranchus arminus Gosliner & Fahey, 2011
- Dermatobranchus caeruleomaculatus Gosliner & Fahey, 2011
- Dermatobranchus caesitius Gosliner & Fahey, 2011
- Dermatobranchus cymatilis Gosliner & Fahey, 2011
- Dermatobranchus dendronephthyphagus Gosliner & Fahey, 2011
- Dermatobranchus diagonalis Gosliner & Fahey, 2011
- Dermatobranchus earlei Gosliner & Fahey, 2011
- Dermatobranchus fasciatus Gosliner & Fahey, 2011
- Dermatobranchus fortunatus (Bergh, 1888)
- Dermatobranchus funiculus Gosliner & Fahey, 2011
- Dermatobranchus glaber (Eliot, 1908)
- Dermatobranchus gonatophorus van Hasselt, 1824
- Dermatobranchus kalyptos Gosliner & Fahey, 2011
- Dermatobranchus kokonas Gosliner & Fahey, 2011
- Dermatobranchus leoni Gosliner & Fahey, 2011
- Dermatobranchus marginlatus Lin, 1981
- Dermatobranchus microphallus Gosliner & Fahey, 2011
- Dermatobranchus multidentatus Baba, 1949
- Dermatobranchus multistriatus Lin, 1981
- Dermatobranchus nigropunctatus Baba, 1949
- Dermatobranchus oculus Gosliner & Fahey, 2011
- Dermatobranchus ornatus (Bergh, 1874)
- Dermatobranchus otome Baba, 1992
- Dermatobranchus phyllodes Gosliner & Fahey, 2011
- Dermatobranchus piperoides Gosliner & Fahey, 2011
- Dermatobranchus primus Baba, 1976
- Dermatobranchus pustulosus van Hasselt, 1824
- Dermatobranchus rodmani Gosliner & Fahey, 2011
- Dermatobranchus rubidus (Gould, 1852)
- Dermatobranchus sagamianus Baba, 1949
- Dermatobranchus semilunus Gosliner & Fahey, 2011
- Dermatobranchus semistriatus Baba, 1949
- Dermatobranchus striatellus Baba, 1949
- Dermatobranchus striatus van Hasselt, 1824
- Dermatobranchus substriatus Baba, 1949
- Dermatobranchus tongshanensis Lin, 1981
- Dermatobranchus tuberculatus Gosliner & Fahey, 2011

Especies cuyo nombre ha dejado de ser aceptado por sinonimia:
- Dermatobranchus pulcherrimus M. C. Miller & Willan, 1986 aceptada como Dermatobranchus rubidus (Gould, 1852)
- Dermatobranchus walteri (Krause, 1892) aceptada como  Doridoxa walteri (Krause, 1892)

## Galería

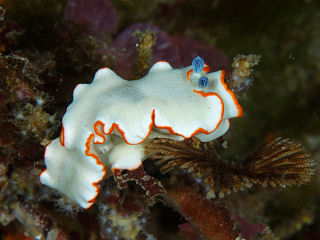
Dermatobranchus albopunctulatus
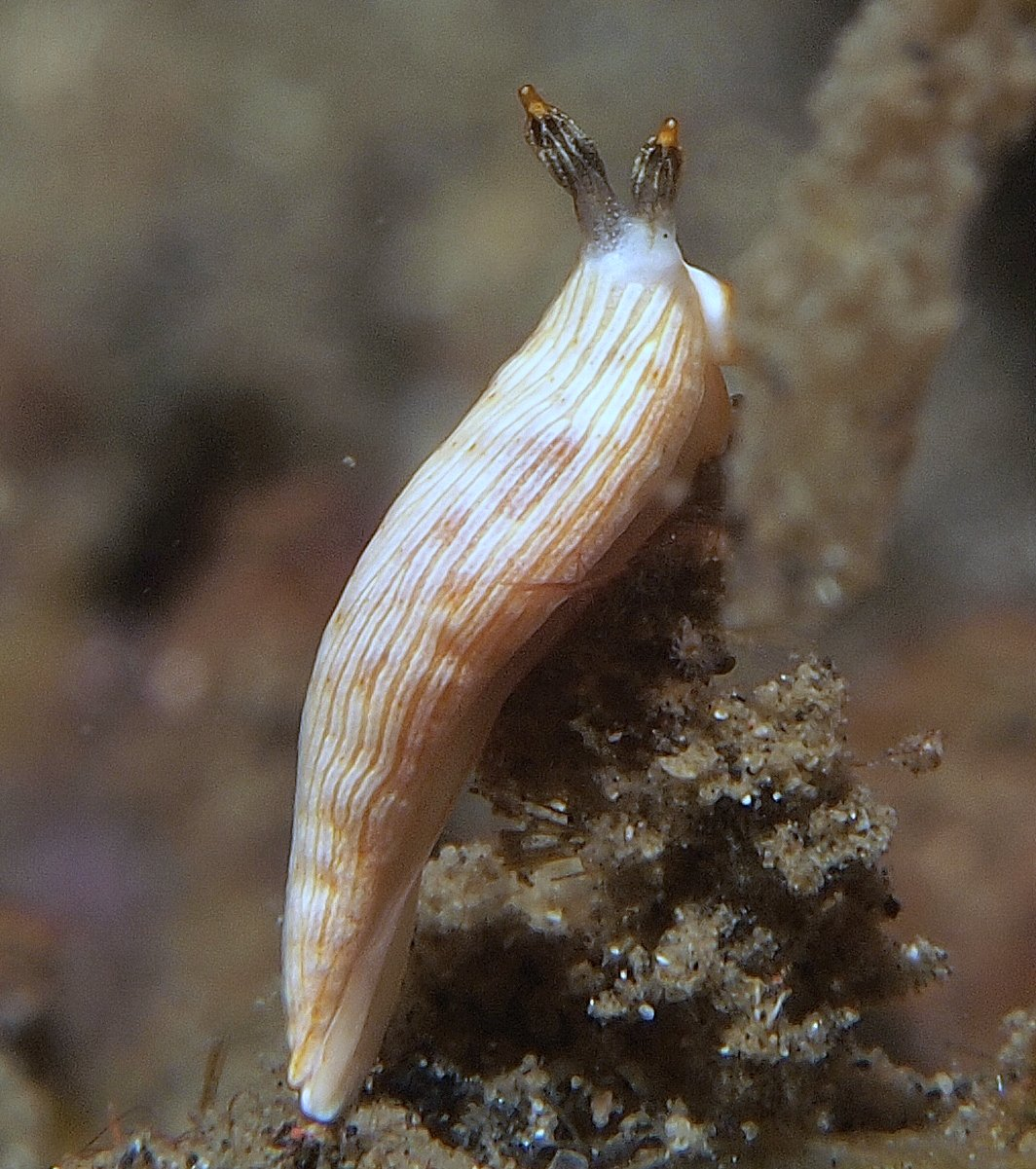
Dermatobranchus albus
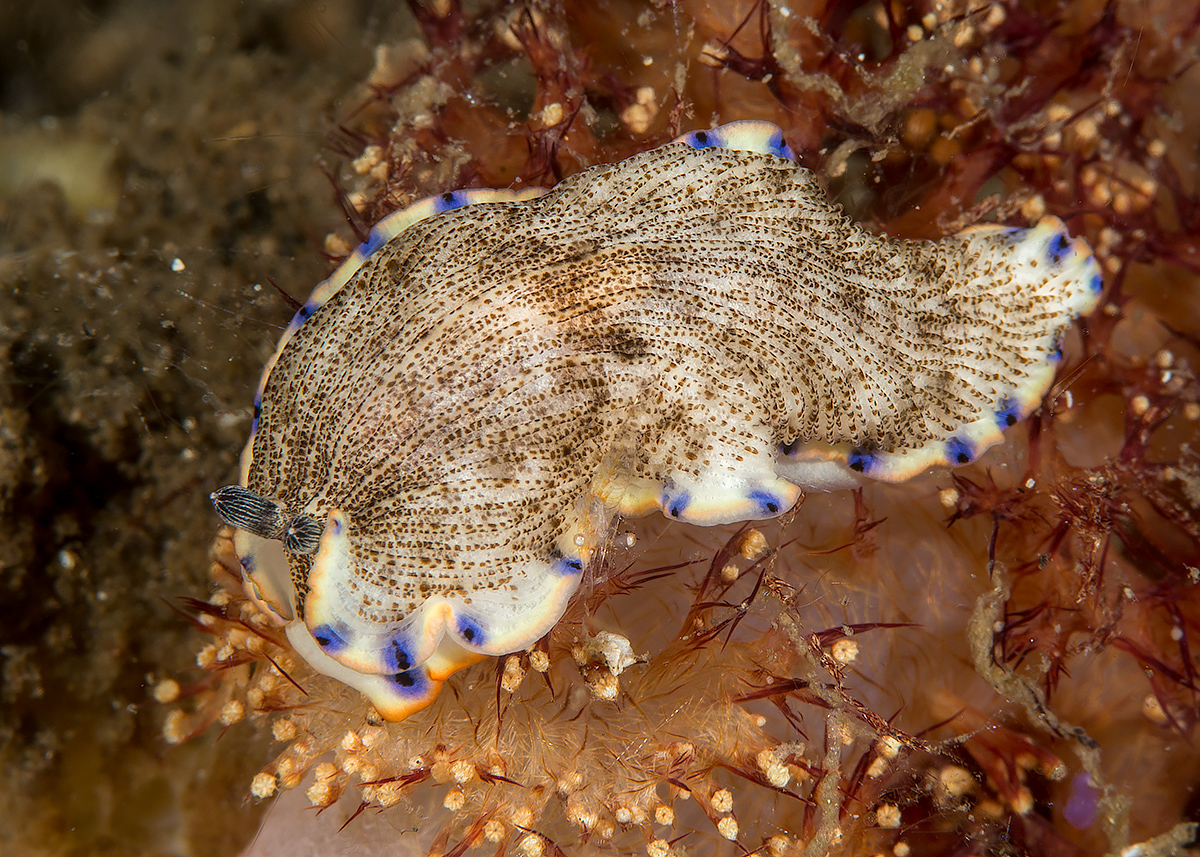
Dermatobranchus-caeruleomaculatus
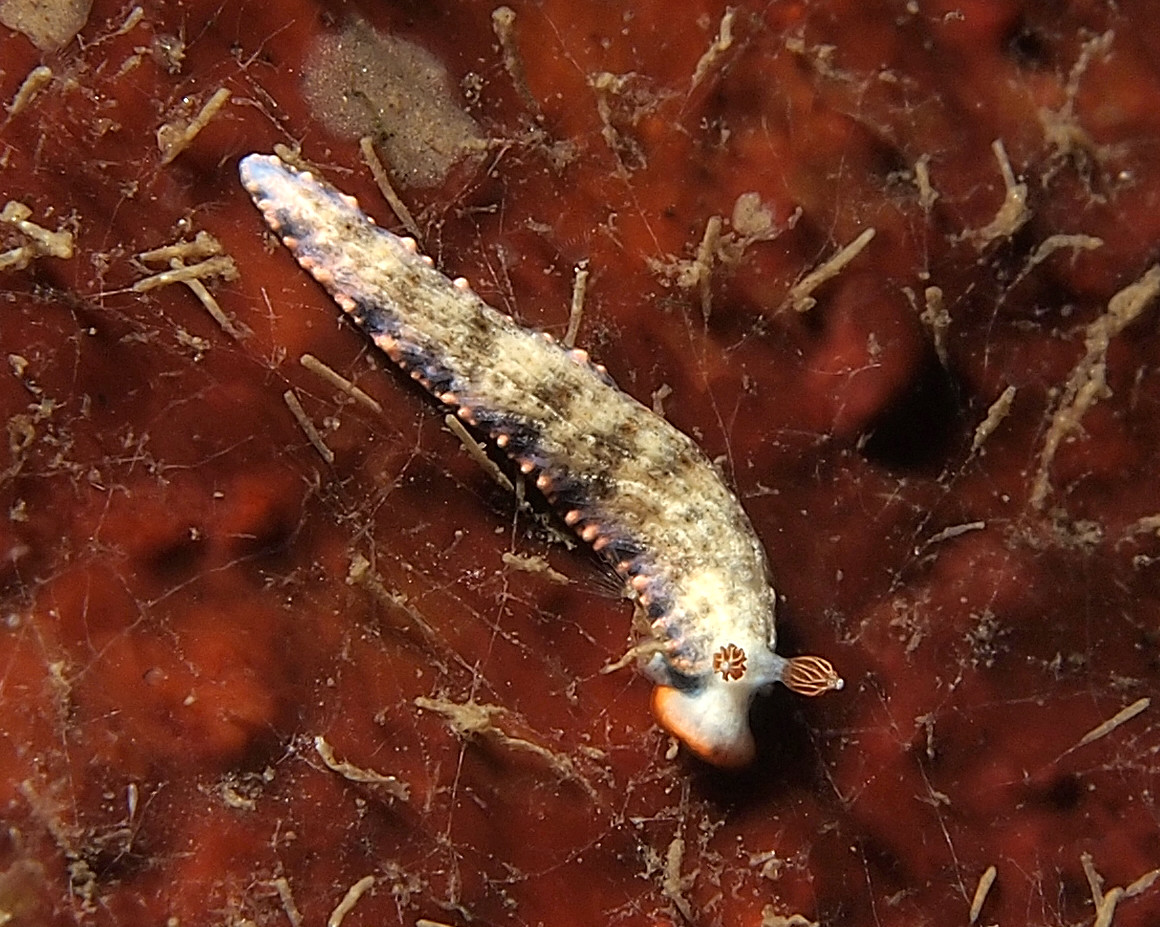
Dermatobranchus fortunatus
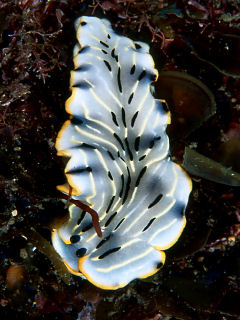
Dermatobranchus gonatophorus
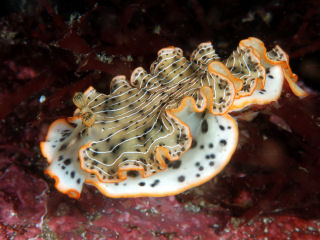
Dermatobranchus nigropunctatus
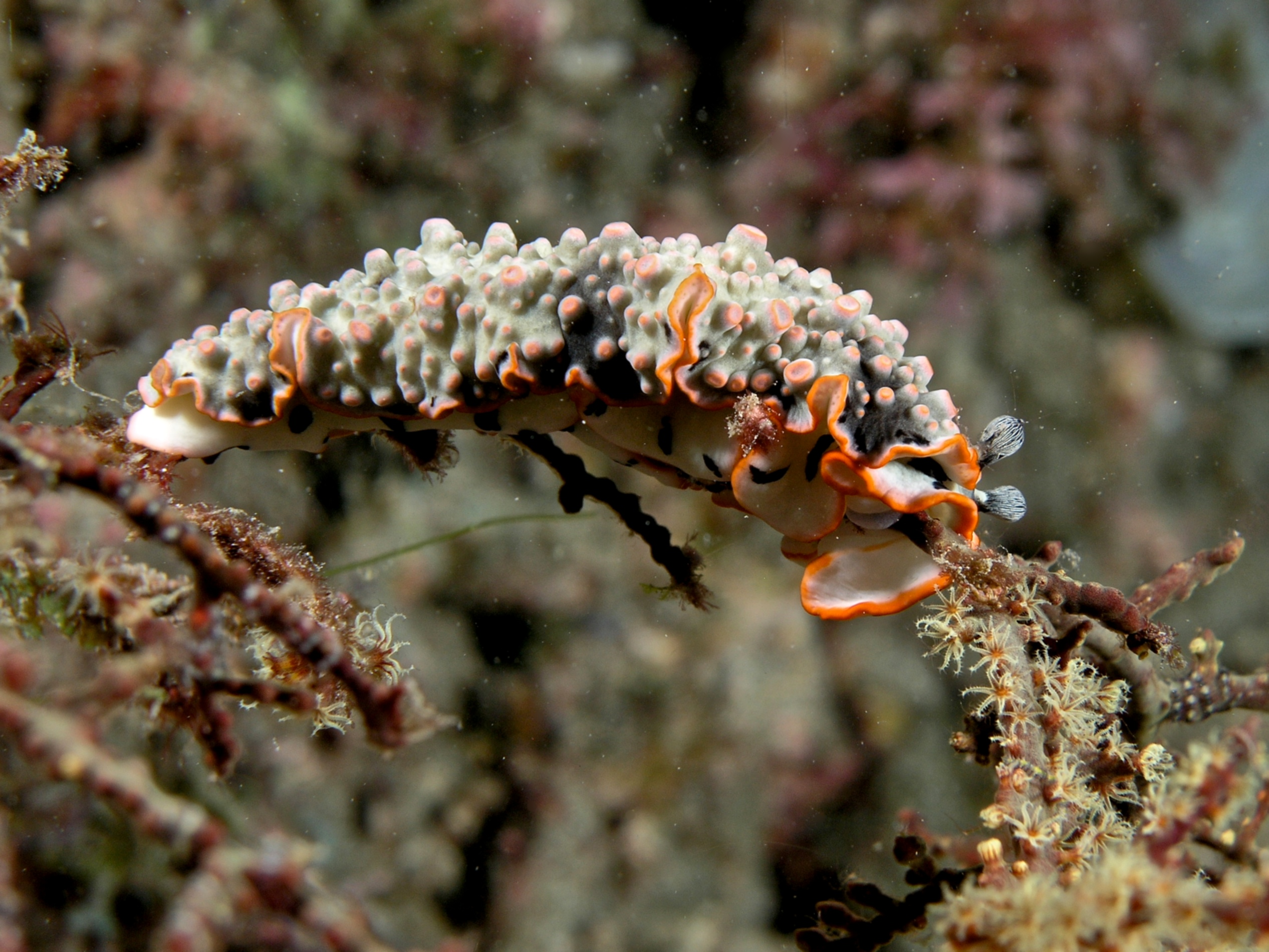
Dermatobranchus ornatus
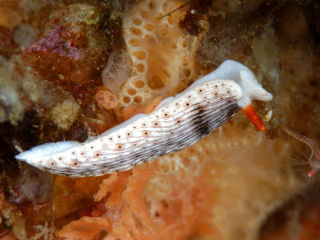
Dermatobranchus otome
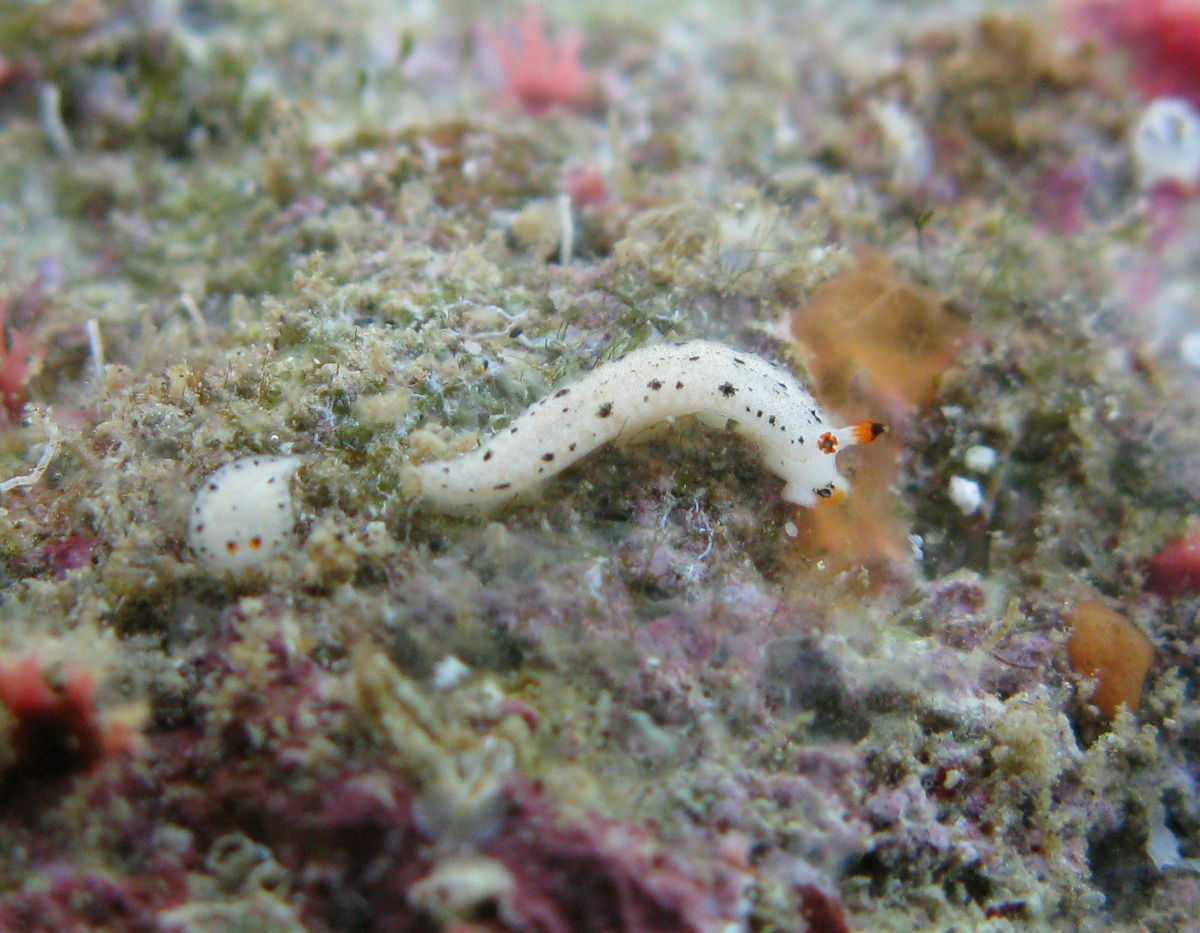
Dermatobranchus piperoides
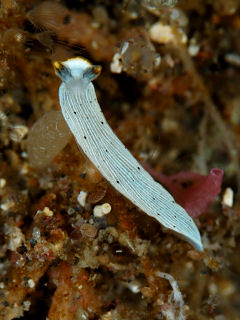
Dermatobranchus primus
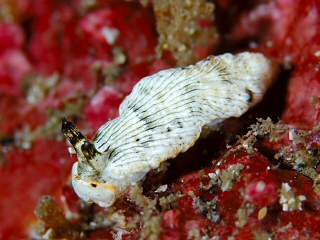
Dermatobranchus semistriatus
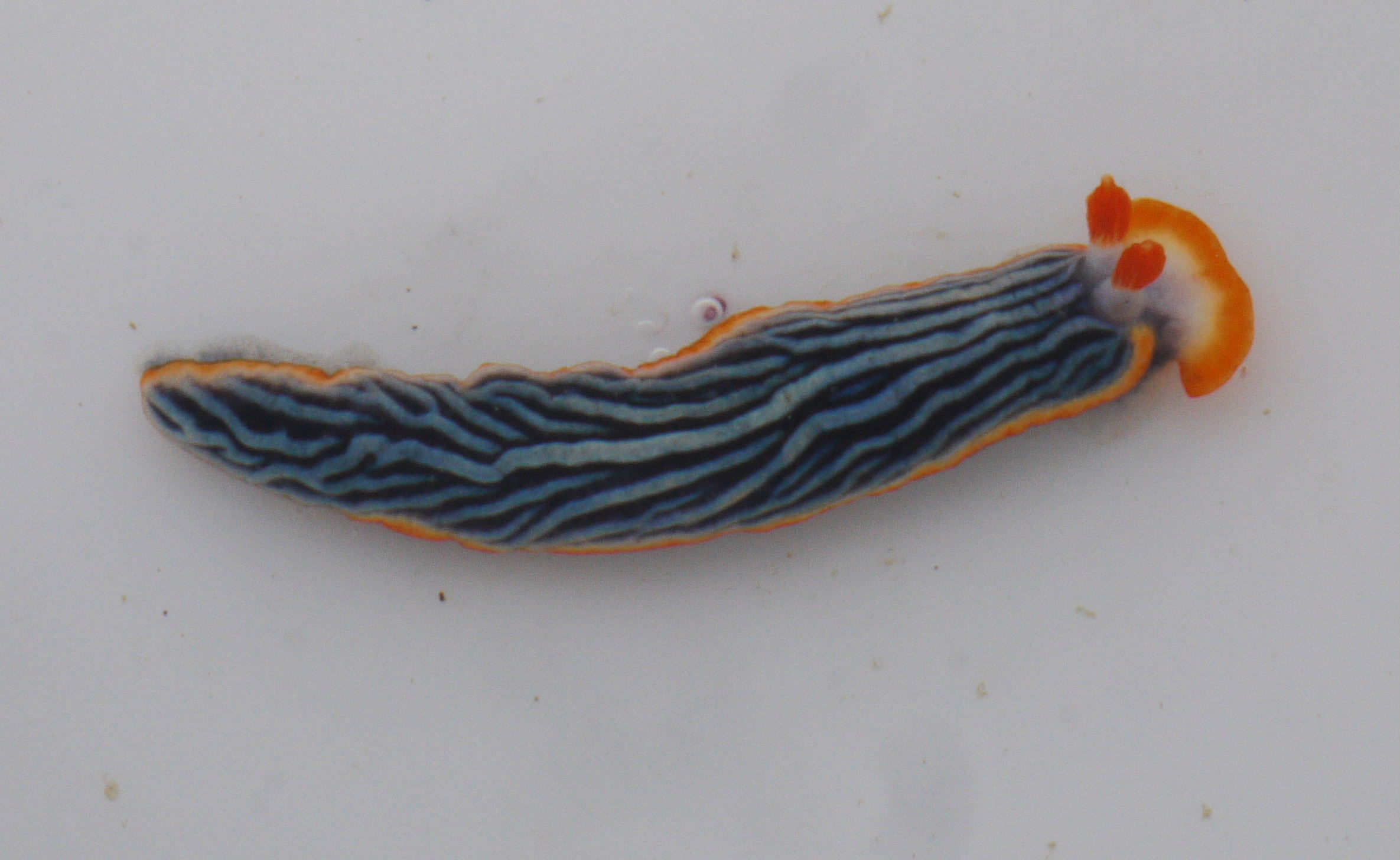
Dermatobranchus striatellus
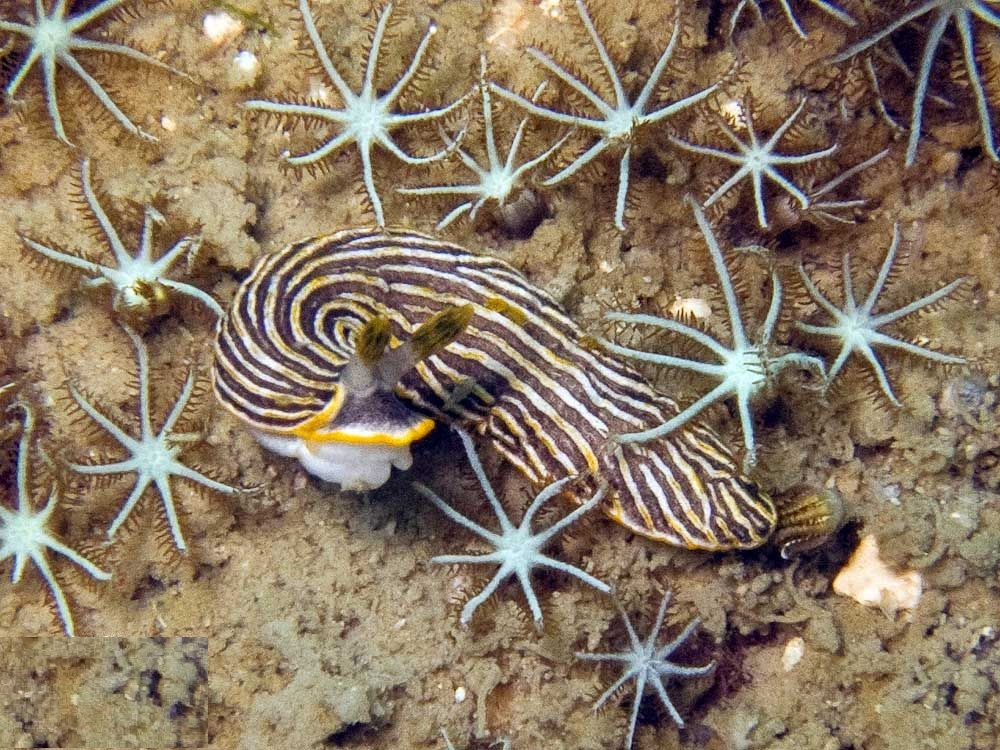
Dermatobranchus striatus
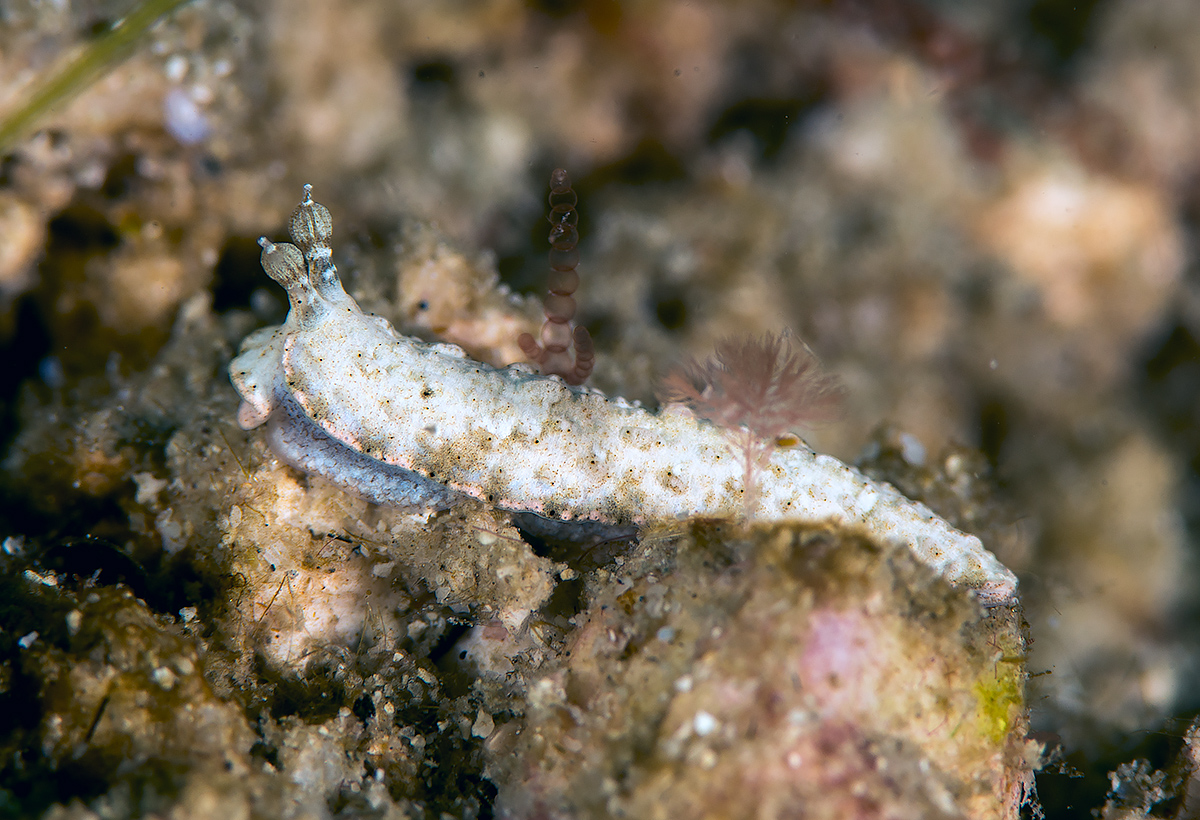
Dermatobranchus tuberculatus
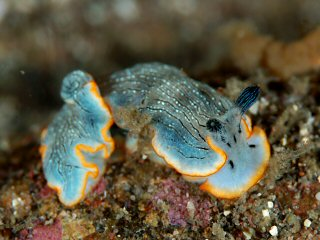
Dermatobranchus sp., Osezaki, Japón
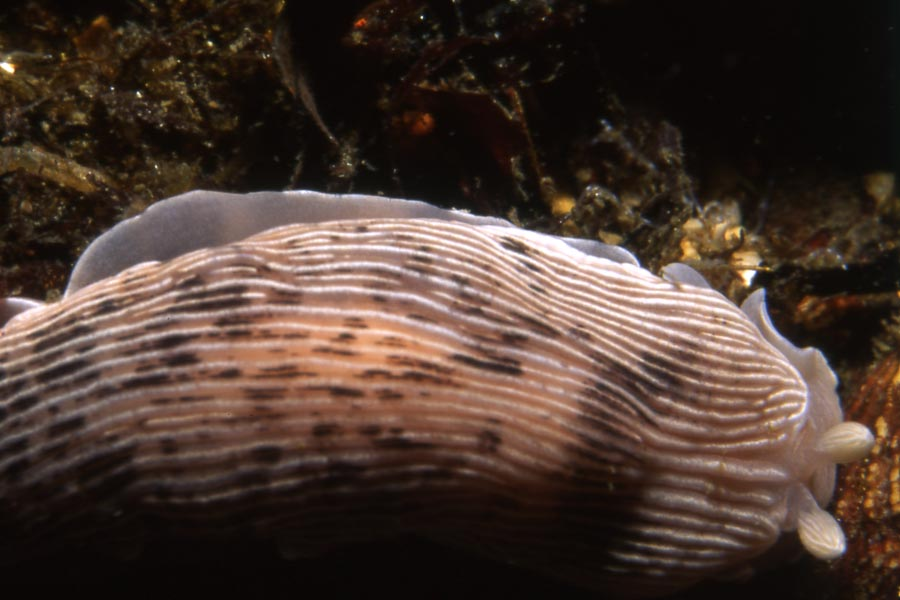
Dermatobranchus sp., False Bay, Sudáfrica

## Morfología

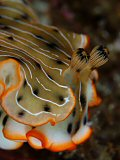
Vista de rinóforos de D. nigropunctatus

El género se caracteriza por tener el cuerpo alargado, limaciforme, estrechándose hacia la parte posterior; el notum, o manto, puede tener estrías longitudinales, ser liso o contar con tubérculos, según la especie; cuentan con un velo oral, que en algunas especies tiene extensiones como tentáculos; los rinóforos están separados y no son retráctiles; cuenta con dos ojos bajo los rinóforos, visibles a través del manto; el pie no es más ancho que el manto normalmente.

## Reproducción

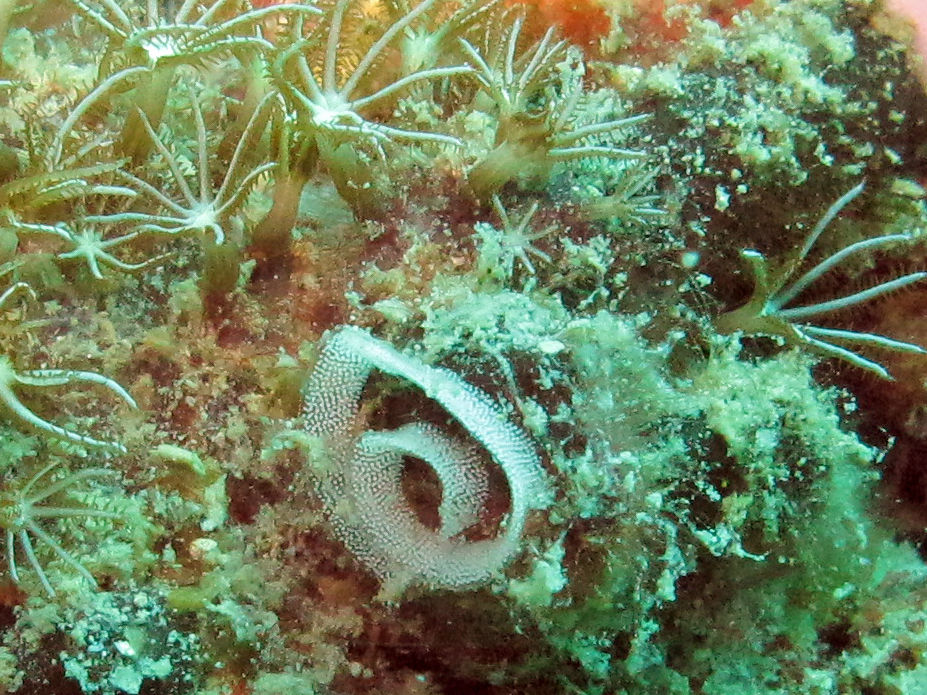
Puesta de huevos de D. striatus

Son ovíparos y hermafroditas simultáneos, que cuentan con órganos genitales femeninos y masculinos: receptáculo seminal, bursa copulatrix o vagina, próstata y pene. No obstante, no pueden autofertilizarse, por lo que necesitan copular con otro individuo para ello.

## Alimentación
Son predadores carnívoros, alimentándose principalmente de corales blandos de los géneros Dendronephthya, Xenia o Eleutherobia, o de especies de gorgonias del género Muricella.

## Hábitat y distribución
Estas babosas marinas se distribuyen por el océano Indo-Pacífico, principalmente en aguas tropicales, con algunas especies habitando en aguas templadas de Sudáfrica, Nueva Zelanda o Japón.
Habitan en un rango de profundidad entre 5 y 191 m.